# Gérard Lanvin
Gérard Raymond Lanvin (Boulogne-Billancourt, 21 giugno 1950) è un attore francese.

## Biografia
Di famiglia benestante, interrompe gli studi a 17 anni contro il parere dei genitori, e apre un negozio di abiti usati americani a Saint-Ouen. Qui fa conoscenza di Martin Lamotte e Coluche, e successivamente si avvicina al teatro, dove incontra gli artisti Henri Guybet, Patrick Dewaere e Miou-Miou, fondatori del Café de la Gare, dove Lanvin è un tuttofare (macchinista, regista e scenografo).
Dopo il 1968, studia recitazione dapprima al Cours Florent e in seguito al Théâtre National Populaire, dove però non rimane a lungo, preferendo così il teatro d'improvvisazione. Nel 1977, Coluche gli affida un ruolo importante nel film da lui diretto dal titolo Vous n'aurez pas l'Alsace et la Lorraine, che segna il debutto di Lanvin sul grande schermo.
L'attore diviene noto al grande pubblico a partire dagli anni ottanta: nel 1981, per la sua interpretazione nel film Gioco in villa di Pierre Granier-Deferre, riceve il Premio Jean Gabin. La sua definitiva consacrazione avviene con i film L'amico sfigato (1984), Les frères Petard (1986) e Mes meilleurs copains (1988). Altri suoi film di successo sono stati Ci sono dei giorni... e delle lune (1990), La belle histoire (1992) e Le Fils préféré - Ospiti pericolosi (1994). In televisione è protagonista della serie poliziesca François Kléber (1995-1996).
Oltre che in film drammatici, Lanvin è stato impiegato anche in commedie, come In fuga col cretino e Febbre da rigore (entrambi del 2002), e in thriller e polizieschi, come Nemico pubblico N. 1 - L'ora della fuga (2008), basato sulla vita del gangster Jacques Mesrine, Point Blank (2010), e A Gang Story (2011). 

### Vita privata
È stato sposato in prime nozze con Dominique Quilichini, che in seguito intreccia una relazione con il cantautore Renaud e lo sposa nel 1980. Dal 1984 è sposato con la cantante Jennifer, da cui ha avuto due figli.

## Premi e candidature
- Premio Jean Gabin (1981)
- Premio César (1995; miglior attore)
- Premio César (2001; miglior attore non protagonista)

## Filmografia parziale
- Vous n'aurez pas l'Alsace et la Lorraine, regia di Coluche (1977)
- Movimenti notturni (Tapage nocturne), regia di Catherine Breillat (1979)
- Una settimana di vacanza (Une semaine de vacances), regia di Bertrand Tavernier (1980)
- Codice d'onore (Le choix des armes), regia di Alain Corneau (1981)
- Gioco in villa (Une étrange affaire ), regia di Pierre Granier-Deferre (1981)
- Il prezzo del pericolo (Le prix du danger), regia di Yves Boisset (1983)
- L'amico sfigato (Marche à l'ombre), regia di Michel Blanc (1984)
- Ci sono dei giorni... e delle lune (Il y a des jours... et des lunes), regia di Claude Lelouch (1990)
- La belle histoire, regia di Claude Lelouch (1992)
- Le Fils préféré - Ospiti pericolosi (Le Fils préféré), regia di Nicole Garcia (1994)
- Anna Oz, regia di Éric Rochant (1996)
- La cliente (En plein coeur), regia di Pierre Jolivet (1998)
- Il gusto degli altri (Le goût des autres), regia di Agnès Jaoui (2000)
- Love Bites - Il morso dell'alba (Les morsures de l'aube), regia di Antoine de Caunes (2001)
- Febbre da rigore (3 zéros), regia di Fabien Onteniente (2002)
- In fuga col cretino (Le Boulet), regia di Alain Berbérian e Frédéric Forestier (2002)
- San Antonio, regia di Frédéric Auburtin (2004)
- Un eroe di famiglia (Le Héros de la famille), regia di Thierry Klifa (2006)
- Camping, regia di Fabien Onteniente (2006)
- Nemico pubblico N. 1 - L'ora della fuga (L'Ennemi public n°1), regia di Jean-François Richet (2008)
- Segreto di stato (Secret défense), regia di Philippe Haïm (2008)
- Point Blank (À bout portant), regia di Fred Cavayé (2010)
- A Gang Story (Les Lyonnais), regia di Olivier Marchal (2011)
- Colt 45, regia di Fabrice du Welz (2013)
- Pension complète, regia di Florent Emilio Siri (2015)
- Rogue City (Bronx), regia di Olivier Marchal (2020)
- Volami via (Envole-moi), regia di Christophe Barratier (2021)
- GTMAX, regia di Olivier Schneider (2024)

## Doppiatori italiani
- Luca Biagini in La belle histoire
- Roberto Draghetti in Nemico pubblico N. 1 - L'ora della fuga
- Renzo Stacchi in Point Blank
- Dario Oppido in A Gang Story, GTMAX
- Stefano Mondini in Il gusto degli altri